# بايل مور
بايل مور (بالإنجليزية: Belle Moore)‏ (23 أكتوبر 1894 – 7 مارس 1975) كانت سبّاحة، من المملكة المتحدة، مثّلت بلادها في الألعاب الأولمبية الصيفية 1912، وسباحة في الألعاب الأولمبية الصيفية 1912 – سيدات 4 × 100 متر سباحة حرة تناوب ‏.

## وصلات خارجية
- بايل مور على موقع قاعة مشاهير السباحة العالمية (الإنجليزية)
- بايل مور على موقع اللجنة الأولمبية الدولية (الإنجليزية)
- بايل مور على موقع أوليمبيديا (الإنجليزية)
- بايل مور على موقع اللجنة الأولمبية البريطانية (الإنجليزية)
- بايل مور قاعة قاعة إسكتلندا للمشاهير الرياضية (الإنجليزية)